# Division 1 1933-1934
La Division 1 1933-1934 è stata la 2ª edizione della massima serie del campionato francese di calcio, concluso con la vittoria del Sète, al suo primo titolo.
Capocannoniere del torneo è stato István Lukács (Sète), con 28 reti.

## Stagione

### Novità
La prima edizione della massima serie francese a girone unico prevede la partecipazione delle sette migliori classificate nei due gironi che componevano il campionato precedente. Il sistema di assegnazione dei punti prevede due punti per la vincitrice, uno ciascuna a pareggio e zero a sconfitta, eventuali situazioni di parità in classifica vengono risolti dalla media reti. Le ultime due squadre classificate retrocedono in Division 2.

### Avvenimenti
L'iniziale dominio del Montpellier, primo dopo quattro gare, fu interrotto dalla sconfitta con l'Olympique Lillois. I campioni in carica guidarono la classifica per diverse giornate a braccetto di un nutrito gruppo di squadre fra cui il Sète, solo in vetta dalla nona alla dodicesima.
Alla fine del girone di andata quattro squadre risultavano al comando: da questo gruppo si staccò inizialmente l'Olympique Marsiglia, che in seguito proseguì assieme a Olympique Lillois e Sète fino a tre gare dal termine, quando cominciò una bagarre che vide il Sète prevalere sui marsigliesi all'ultima giornata. In coda, il Nizza cadde con due giornate di anticipo, assieme a un CA Paris i cui punti provengono da sole cinque vittorie ottenute durante l'arco del campionato.

### In europa
Alla fine della stagione il Sète, squadra vincente del campionato, partecipa con altre squadre italiane, tedesche, svizzere, ungheresi e austriache ad un torneo che ha corso tra il 7 giugno e il 1 luglio all'Esposizione generale del 1937.

## Classifica finale
|  | Pos. | Squadra             | Pt | G  | V  | N | P  | GF | GS | MR    |
|  | ---- | ------------------- | -- | -- | -- | - | -- | -- | -- | ----- |
|  | 1.   | Sète                | 34 | 26 | 14 | 6 | 6  | 69 | 52 | 1,327 |
|  | 2.   | Fives               | 33 | 26 | 13 | 7 | 6  | 57 | 31 | 1,839 |
|  | 3.   | Olympique Marsiglia | 33 | 26 | 15 | 3 | 8  | 69 | 46 | 1,5   |
|  | 4.   | Olympique Lillois   | 32 | 26 | 14 | 4 | 8  | 70 | 40 | 1,75  |
|  | 5.   | Excelsior Roubaix   | 30 | 26 | 13 | 4 | 9  | 65 | 59 | 1,102 |
|  | 6.   | Rennes              | 27 | 26 | 11 | 5 | 10 | 67 | 75 | 0,893 |
|  | 7.   | Antibes             | 27 | 26 | 11 | 5 | 10 | 52 | 60 | 0,867 |
|  | 8.   | Montpellier         | 26 | 26 | 10 | 6 | 10 | 53 | 55 | 0,964 |
|  | 9.   | Nîmes               | 25 | 26 | 11 | 3 | 12 | 68 | 72 | 0,944 |
|  | 10.  | Cannes              | 25 | 26 | 9  | 7 | 10 | 42 | 52 | 0,808 |
|  | 11.  | RC France           | 23 | 26 | 9  | 5 | 12 | 51 | 49 | 1,041 |
|  | 12.  | Sochaux             | 22 | 26 | 9  | 4 | 13 | 60 | 70 | 0,857 |
|  | 13.  | Nizza               | 17 | 26 | 6  | 5 | 15 | 42 | 69 | 0,609 |
|  | 14.  | CA Paris            | 10 | 26 | 5  | 0 | 21 | 55 | 90 | 0,611 |

Legenda:
      Campione di Francia.
      Retrocesse in Division 2 1934-1935.
Note:
Due punti a vittoria, uno a pareggio, zero a sconfitta.

## Statistiche

### Capoliste solitarie
|    | —— | —— | ——          | —— | —— | —— | —— | ——   | ——   | ——   | ——   | ——  | ——  | ——  | ——  | ——  | ——  | ——  | ——  | ——  | ——  | ——  | ——   | ——  | ——   | —— |  |
|    |    |    | Montpellier |    |    |    |    | Sète | Sète | Sète | Sète |     |     | OM  |     |     |     |     |     |     |     | OM  | Sete | OM  | Sète |    |  |
|    |    |    |             |    |    |    |    |      |      |      |      |     |     |     |     |     |     |     |     |     |     |     |      |     |      |    |  |
|    |    |    |             |    |    |    |    |      |      |      |      |     |     |     |     |     |     |     |     |     |     |     |      |     |      |    |  |
| 1ª | 2ª | 3ª | 4ª          | 5ª | 6ª | 7ª | 8ª | 9ª   | 10ª  | 11ª  | 12ª  | 13ª | 14ª | 15ª | 16ª | 17ª | 18ª | 19ª | 20ª | 21ª | 22ª | 23ª | 24ª  | 25ª | 26ª  |    |  |

#### Primati stagionali
Squadre
- Maggior numero di vittorie: Olympique Marsiglia (15)
- Minor numero di sconfitte: Sete, Fives (6)
- Migliore attacco: O. Lillois (70)
- Miglior difesa: Fives (31)
- Miglior differenza reti: O. Lillois (+30)
- Maggior numero di pareggi: Fives, Cannes (7)
- Minor numero di pareggi: CA Paris (0)
- Maggior numero di sconfitte: CA Paris (21)
- Minor numero di vittorie: CA Paris (5)
- Peggior attacco: Cannes, Nizza (42)
- Peggior difesa: CA Paris (90)
- Peggior differenza reti: CA Paris (-35)

### Individuali

#### Classifica marcatori
| Gol |  |  | Giocatore         | Squadra             |
| --- |  |  | ----------------- | ------------------- |
| 28  |  |  | István Lukács     | Sète                |
| 25  |  |  | Walter Vollweiler | Rennes              |
| 23  |  |  | Roger Courtois    | Sochaux             |
| 19  |  |  | Václav Bára       | Fives               |
| 19  |  |  | André Simonyi     | Olympique Lillois   |
| 19  |  |  | Joseph Alcazar    | Olympique Marsiglia |
| 17  |  |  | Karoly Kovacs     | Antibes             |
| 16  |  |  | Vilmos Kohut      | Olympique Marsiglia |
| 15  |  |  | Ernest Libérati   | Fives               |
| 14  |  |  | Árpád Belko       | Antibes             |
| 14  |  |  | Jean Boyer        | Olympique Marsiglia |
| 14  |  |  | Josef Silný       | Nîmes               |
| 14  |  |  | Émile Veinante    | RC Paris            |

## Percorso dei club nelle coppe europee
| Club | Competizione                      | Risultato     | Ultimo avversario                        |
| ---- | --------------------------------- | ------------- | ---------------------------------------- |
| Sète | Coppa dei vincitori di Coppa 1934 | fase a gironi | Young Boys, Ferencváros, Swarovski Tirol |